# کیندر هپی هیپو
کیندر هپی هیپو (انگلیسی: Kinder Happy Hippo)، یک بیسکویت/ آبنبات است؛ که توسط شرکت ایتالیایی شکلات و شیرینی سازی کیندر متعلق به فریرو تولید می‌شود.

## طعم
این آبنبات از یک بیسکویت ویفری به شکل اسب آبی تشکیل شده‌است. داخل بیسکویت توخالی ترد، دو طعم یخ‌چینه وجود دارد: طعم شیر و خامه فندقی با طعم اصلی و طعم خامه شیر و خامه شکلاتی با طعم کاکائو (شبیه کیندر بوینو).

## دسترسی
کیندر هپی هیپو را می‌توان در بخش‌هایی از ایالات متحده (عمدتا در شمال شرقی)، کانادا، اسلواکی، هنگ کنگ، ژاپن، ایتالیا، اسرائیل، بریتانیا، آلمان، ایرلند، پرتغال، اسپانیا، سوئیس، بلغارستان، یونان، اسلوونی، کرواسی، جمهوری چک، لهستان، پورتوریکو، مجارستان، امارات متحده عربی، بحرین، رومانی، قبرس، آفریقای جنوبی، مراکش، قطر، تونس، الجزایر، شیلی، مالت، نیوزیلند، دانمارک، نروژ، برزیل، لتونی و اخیراً فرانسه خریداری کرد.